# Singles (película)
Singles es una película de 1992 escrita y dirigida por Cameron Crowe y protagonizada por Bridget Fonda, Campbell Scott, Kyra Sedgwick y Matt Dillon. La película fue distribuida por los estudios Warner Bros.

## Argumento
Singles se centra en las vidas entrecruzadas de un grupo de 6 jóvenes, en la veintena, que tienen en común el hecho de ser solteros o vivir en el mismo edificio de apartamentos en Seattle, EE. UU., a principios de los años noventa. La trama se va dividiendo en varios capítulos donde cada uno cuenta o vive su historia, aunque en general está enfocada principalmente en la complicada relación de dos de las parejas del grupo de amigos.
La actriz Bridget Fonda encarna a Janet Livermore, una camarera de un café algo traumatizada por el tamaño de su busto, que tiene una relación con el aspirante a músico profesional Cliff Poncier(Matt Dillon) que trata infructuosamente de llegar a la fama junto a su grupo Citizen Dick. Kyra Sedgwick, encarna a Linda Powell, una chica algo neurótica que busca novio desesperadamente y Steve Dunne,(Campbell Scott) un adicto al trabajo e inventor de un revolucionario sistema de transporte son la otra pareja protagónica.

## Reparto
- Bridget Fonda – Janet Livermore
- Campbell Scott – Steve Dunne
- Kyra Sedgwick – Linda Powell
- Sheila Kelley – Debbie Hunt
- Jim True-Frost – David Bailey
- Matt Dillon – Cliff Poncier
- Bill Pullman – Dr. Jeffrey Jamison
- James LeGros – Andy
- Ally Walker – Pam
- Tom Skerritt – Mayor Weber
- Jeremy Piven – Doug Hughley
- Eric Stoltz – the mime
- Tim Burton – Brian
- Peter Horton – Jamie
- Devon Raymond – Ruth
- Camilo Gallardo – Luiz

Cameron Crowe escribió la parte de Janet Livermore específicamente para ser actuada por Bridget Fonda. Jennifer Jason Leigh fue la primera opción de Crowe's para el papel de Linda Powell, sin embargo ella lo rechazaría. Las actrices Jodie Foster, Mary Stuart Masterson y Robin Wright Penn fueron consideradas para el papel antes de que Kyra Sedgwick lo ganara.
La película tiene las primeras apariciones en pequeñas partes de los actores Victor Garber, Paul Giamatti, Jeremy Piven y Eric Stoltz, además de una rara aparición en escena del director Tim Burton. Cameron Crowe hace un cameo como un periodista musical en un club.
La película también incluye cameos de las principales bandas de rock de la escena musical de Seattle de ese tiempo, como Pearl Jam, Alice in Chains, Soundgarden, y el cantante grunge Tad Doyle de las bandas Tad y Hog Molly. Stone Gossard, Jeff Ament, y Eddie Vedder, miembros de Pearl Jam, tienen pequeñas papeles como miembros de la banda ficticia Citizen Dick la cual es liderada por el personaje de Matt Dillon, Cliff Poncier. Sus papeles fueron grabados cuando Pearl Jam aún era conocido como Mookie Blaylock y sin haber lanzado aún un álbum. El cantante de Soundgarden, Chris Cornell tiene un cameo como el tipo que se aparece en la acera del apartamento de los protagonistas para escuchar el audio increíblemente ruidoso de un autostereo, y aparece escenas después con Soundgarden interpretando la canción "Birth Ritual". Los miembros de Alice in Chains también aparecen como la banda de un bar, interpretando las canciones "It Ain't Like That" y "Would?". El presentador deportivo de Seattle Wayne Cody también realiza un cameo.

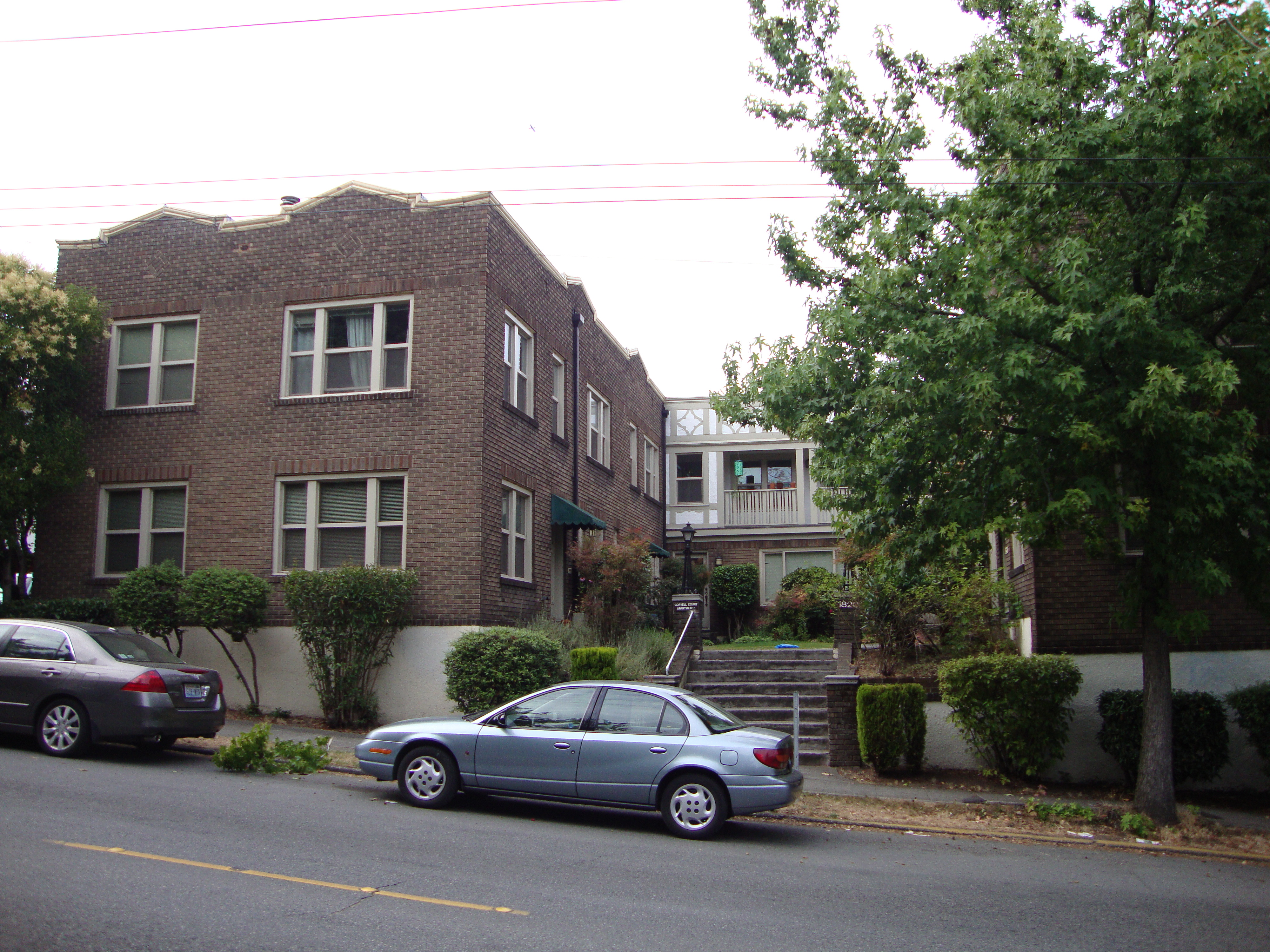
El edificio de departamentos usado como set principal para Singles.

## Producción
La película fue filmada en numerosas locaciones de Seattle e incluye escenas en lugares como Parque Gas Works, Capitol Hill, la tumba de Jimi Hendrix en el Greenwood Memorial Park en Renton y Pike Place Market. La cafetería del centro que es mostrada en la película era el ahora ya cerrado OK Hotel. El edificio de apartamentos se encuentra en la esquina noroeste de la intersección de las calles E Thomas St y la 19th Ave E. El Pietaje adicional de las presentaciones en vivo fue filmado en el bar RKCNDY que hoy día no se encuentra en funcionamiento.
Mucho del guardarropa usado por Matt Dillon en la película en realidad le pertenecía al bajista de Pearl Jam Jeff Ament. Durante el proceso de filmación Ament hizo una lista de títulos de canciones para la banda ficticia Citizen Dick. Chris Cornell tomaría como reto el escribir canciones para la película usando dichos títulos, siendo "Spoonman" uno de ellos. Una primera versión acústica de la canción puede escucharse de fondo durante una escena de la película. El nombre de la canción "Touch Me, I'm Dick" de Citizen Dick es un juego de palabras sobre la canción Touch Me I'm Sick de la banda de Seattle Mudhoney. Además, en la fotografía de portada interior de la banda sonora se puede ver un CD de Citizen Dick con la lista de canciones impresa sobre el disco. Una de las canciones se llama "Louder Than Larry (Steiner)", que es un juego de palabras del título del álbum Louder Than Love de Soundgarden. El nombre Citizen Dick es un juego de palabras del nombre de la banda de Seattle Citizen Sane, el cual a su vez es un juego de palabras de la película de 1941 Citizen Kane.

## Recepción
Singles tiene un 80% de aprobación de la crítica en la clasificación de la página Rotten Tomatoes basada en 49 reseñas.
A pesar de ser terminada a principios de 1991, la película no fue lanzada sino hasta septiembre de 1992. El lanzamiento fue retrasado en repetidas ocasiones mientras los ejecutivos del estudio debatían la forma en que debía ser publicitada. Warner Bros. Studios no supo que hacer con la película hasta después de la explosión comercial de la escena grunge. De inmediato, Warner Bros Television intentó convertir a Singles en una serie de televisión. Crowe afirma que Singles fue la inspiración para la serie de televisión Friends, la cual fue éxito para la cadena NBC y que se mantendría al aire de 1994 a 2004.

## Banda Sonora
La banda sonora de la película fue lanzada el 30 de junio de 1992 a través de la discográfica Epic Records y se convertiría en un best seller tres meses después del lanzamiento de la película. El álbum contiene canciones de las principales bandas de la escena de Seattle de la época, como Alice in Chains, Pearl Jam, y Soundgarden. Pearl Jam aportó dos canciones no publicadas anteriormente: "Breath" y "State of Love and Trust". Paul Westerberg de The Replacements contribuye con dos canciones al soundtracl además del score para la película. Alice in Chains aparece tocando la canción «It Ain't Like That» en un bar, e incluye otra canción en la banda sonora del film, «Would?», inédita hasta la fecha. A pesar de no pertenecer a la escena de Seattle, The Smashing Pumpkins también contribuye con la canción "Drown".